# Tipula (Vestiplex) guibifida
Tipula (Vestiplex) guibifida is een tweevleugelige uit de familie langpootmuggen (Tipulidae). De soort komt voor in het Oriëntaals gebied.